# Monadenia
Monadenia es un género de caracoles terrestres de respiración aérea dentro de la subfamilia Monadeniinae.
Estos moluscos terrestres pulmonados pertenecen a la clase de los gasterópodos.
Los caracoles de este género crean y utilizan dardos de amor como parte de su comportamiento de apareamiento.

## Especies
Nombres de especie aceptados:
- † Monadenia antecedens (Stearns, 1900)
- Monadenia callipeplus S.S. Berry, 1940
- Monadenia chaceana S.S. Berry, 1940
- Monadenia churchi Hanna & A.G. Smith, 1933
- Monadenia circumcarinata (Stearns, 1879)
- Monadenia cristulata S.S. Berry, 1940
- † Monadenia dubiosa (Stearns, 1902)
- Monadenia fidelis (J. E. Gray, 1834)
- Monadenia infumata (Gould, 1855)
- † Monadenia marginicola (Conrad, 1871)
- Monadenia mariposa A.G. Smith, 1957
- Monadenia marmarotis S.S. Berry, 1940
- Monadenia mormonum (L. Pfeiffer, 1857)
- Monadenia ochromphalus S. S. Berry, 1937
- Monadenia setosa Talmadge, 1952
- Monadenia subcarinata (Hemphill, 1892)
- Monadenia troglodytes G. D. Hanna & A. G. Smith, 1933
- Monadenia tuolumneana S.S. Berry, 1955
- Monadenia yosemitensis (H.N. Lowe, 1916)

Nombres de especie considerados sinónimos:
- Monadenia hillebrandi (Newcomb, 1864), sinónimo de Monadenia mormonum hillebrandi (Newcomb, 1864)
- Monadenia rotifer S. S. Berry, 1940, sinónimo de Monadenia marmarotis S.S. Berry, 1940
- Monadenia semialba Henderson, 1929, sinónimo de Monadenia fidelis fidelis (Gray, 1834)